# Черников, Григорий Ильич
Григорий Ильич Черников (10 [23] сентября 1905, Завальное, Тамбовская губерния — 26 февраля 1994, Волгоград) — участник Великой Отечественной войны, командир стрелкового взвода 609-го стрелкового полка 139-й стрелковой Рославльской Краснознамённой ордена Суворова дивизии 50-й армии 2-го Белорусского фронта, Герой Советского Союза (1945), лейтенант.

## Биография
Родился 10 (23) сентября 1905 года в семье крестьянина. Русский. Образование среднее.
C 1922 года работал ремонтным рабочим на станции Лихая, затем переехал работать на рудник в хутор Сулин (ныне — в Миллеровском районе Ростовской области).
С 1927 по 1929 год — срочная служба в Красной Армии.
Вернувшись из армии, вместе с товарищами создал сельскохозяйственную коммуну «Прогресс» в Добринском районе Липецкой области, стал заместителем её председателя.
В 1931 году вступил в ВКП(б).
Окончил Высшую коммунистическую сельскохозяйственную школу в городе Воронеж, был на партийной и советской работе. Работал в Избердеевском райкоме партии (ныне Петровский район (Тамбовская область)), затем — в райисполкоме.
9 сентября 1941 года был вновь призван в армию Избердеевским райвоенкоматом.
На фронте в Великую Отечественную войну с октября 1941 года. Был направлен политруком роты в 1004-й стрелковый полк 305-й стрелковой дивизии, воевал на Северо-Западном и Волховском фронтах, где его дивизия была окружена и практически полностью уничтожена.
В начале 1944 года окончил Тамбовское кавалерийское училище.
С мая 1944 года Черников вновь составе в действующей армии на 2-м Белорусском фронте.
28 июня 1944 года командир стрелкового взвода 609-го стрелкового полка 139-й стрелковой дивизии 50-й армии лейтенант Черников со своим взводом в числе первых форсировал реку Днепр в районе деревни Буйничи, ныне Могилёвского района Могилёвской области Республики Беларусь и первым ворвался во вражеские траншеи. В рукопашной схватке взвод уничтожил до 40 гитлеровцев и, преследуя убегавшего врага, ворвался на окраины города Могилёв. В уличных боях взвод захватил в плен 60 солдат и 3 офицеров противника, Черников лично гранатами уничтожил пулемётную точку. Заметив, что немецкие сапёры готовят к взрыву мост, Черников повёл взвод в атаку. Во время боя Черников попытался выбросить обратно вражескую гранату, но бросить не успел, граната взорвалась у него в руке. Решительной атакой взвод овладел мостом и спас его от взрыва, захватив при этом 20 немецких солдат и одного офицера. Тяжелораненый Черников был доставлен в госпиталь. За эти бои 14 июля 1944 года командиром 609-го стрелкового полка полковником Гришаевым, лейтенант Черников был представлен к званию Героя Советского Союза, 5 августа 1944 года представление подписал командующий 2-м Белорусским фронтом генерал-армии Захаров, и документы ушли в Москву.
В госпитале Черников провёл несколько месяцев, перенёс ряд операций. Стал инвалидом — были ампутированы правая рука и несколько пальцев на левой руке.
В январе 1945 года был уволен из армии по ранению.
Вернулся на родину. Работал управляющим Избердеевской межрайконторы заготскот.
24 марта 1945 года Указом Президиума Верховного Совета СССР за образцовое выполнение боевых заданий командования на фронте борьбы с немецко-фашистскими захватчиками и проявленные при этом мужество и героизм лейтенанту Черникову Григорию Ильичу присвоено звание Героя Советского Союза с вручением ордена Ленина и медали «Золотая Звезда».
В мае 1945 года военным комиссаром Избердеевского района за активное участие в войне был представлен к награждению орденом Красного Знамени, но по решению командующего Орловским военным округом генерал-полковника Романовского был награждён орденом Отечественной войны II степени.
Жил в селе Петровское, центре Петровского района Тамбовской области. Работал завхозом Петровской средней школы.
С 1965 года персональный пенсионер республиканского значения.
Последние годы жил в городе Волгограде. Скончался 26 октября 1994 года.

## Награды
- Медаль «Золотая Звезда» Героя Советского Союза № 6308 (24.03.1945);
- орден Ленина (24.03.1945);
- орден Отечественной войны I степени (11.03.1985);
- орден Отечественной войны II степени (06.08.1946);
- медали СССР:
  - «В ознаменование 100-летия со дня рождения Владимира Ильича Ленина»;
  - «За Победу над Германией в Великой Отечественной войне 1941—1945 гг.»;
  - «Двадцать лет Победы в Великой Отечественной войне 1941—1945 гг.»;
  - «Тридцать лет Победы в Великой Отечественной войне 1941—1945 гг.»;
  - «Сорок лет Победы в Великой Отечественной войне 1941—1945 гг.»;
  - «Ветеран труда»;
  - «50 лет Вооружённых Сил СССР»;
  - «60 лет Вооружённых Сил СССР»;
  - «70 лет Вооружённых Сил СССР».

## Память
- Имя Героя высечено золотыми буквами в зале Славы Центрального музея Великой Отечественной войны в Парке Победы города Москвы.